# José Luis Martín Zabala

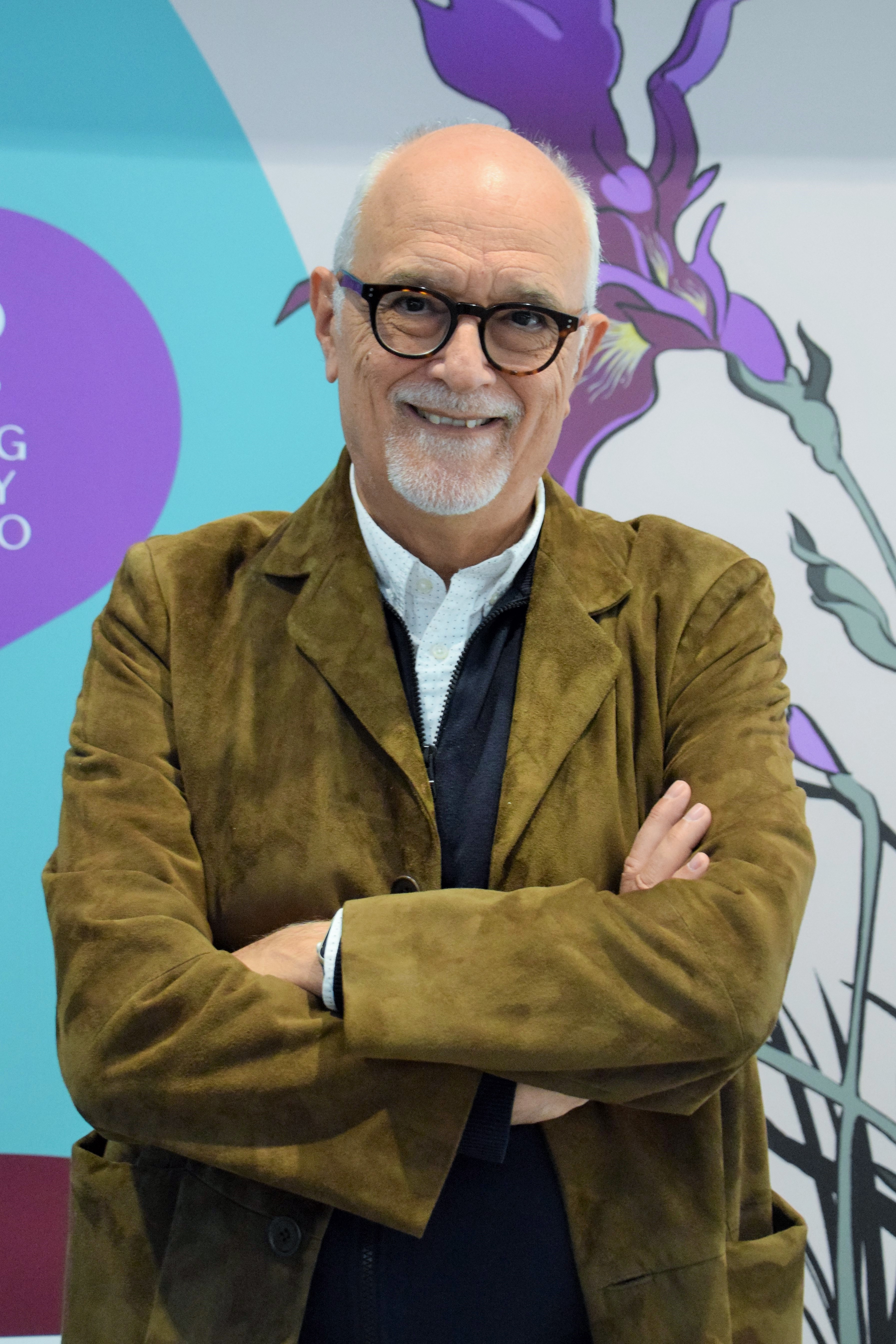
J. L. Martín 2024 beim Comic-Salon in Barcelona

José Luis Martín Zabala (* 1953 in Barcelona, bekannt als J. L. Martín) ist ein spanischer Comicautor, Autor und Herausgeber. Seine bekanntesten Reihen sind ¡Dios mío!, Quico el progre und La Biblia contada a los pasotas. Letztere erschien ursprünglich in Form eines Comic-Strip in der Zeitschrift El Jueves.

## Biografie
J. L. Martín begann seine berufliche Karriere 1976 bei der satirischen Wochenzeitschrift El Papus. 1977 wurde er Mitbegründer der Zeitschrift El Jueves. Seitdem verfasst er für diese Zeitschrift Beiträge seiner Serie El Dios. Diese Arbeit brachte ihm mehrere Strafanzeigen wegen Verunglimpfung der katholischen Religion ein. Er wurde in allen Fällen freigesprochen. 1980 schuf er den Comic Strip Quico, el progre für El Periódico de Cataluña. Er wurde auch in JAuJA und anderen Zeitschriften veröffentlicht.
1982 erwarb er gemeinsam mit Gin und Óscar die Zeitschrift El sábado. Er ist Vorsitzender der Fundación Gin, auf deren Initiative Humoristán geschaffen wurde, ein virtuelles Museum des gezeichneten Humors.
2017 vermachte er seine humoristischen Zeichnungen der Biblioteca de Cataluña.

## Werk
- Jesusito demivida. RBA y Ediciones El Jueves, Barcelona, 2008. ISBN 9788447357574
- Diputado Carlos Til. Santiago Suarez, Canarias, 2017.
- El Jueves. 40 años. VV.AA. RBA libros, Barcelona, 2019. ISBN 9788490568521
- Quico Jubilata. Sapristi, Barcelona, 2019. ISBN 9788494894732
- El Jueves. Crónica sentimental de España. VV.AA. RBA libros, Barcelona, 2019. ISBN 9788491871965